# Vuurkapmanakin
De vuurkapmanakin (Machaeropterus pyrocephalus) is een zangvogel uit de familie Pipridae (manakins).

## Verspreiding en leefgebied
Deze soort komt voor in het Amazonegebied en telt twee ondersoorten:
- M. p. pallidiceps: zuidelijk Venezuela en het uiterste noorden van Brazilië.
- M. p. pyrocephalus: van oostelijk Peru en noordelijk Bolivia tot noordoostelijk en centraal Brazilië.

## Status
De grootte van de populatie is niet gekwantificeerd maar de soort wordt omschreven als vrij algemeen maar met een versnipperde verspreiding. Op de Rode lijst van de IUCN heeft deze soort de status niet bedreigd.